# Rhaphuma conformis
Rhaphuma conformis là một loài bọ cánh cứng trong họ Cerambycidae.